# Spermocytogramme
Le spermocytogramme ou examen cytologique des spermatozoïdes, se pratique sur des cellules fixées sur lame de microscope, après coloration. Il ne faut pas le confondre avec le Spermogramme qui va donner une analyse quantitative du sperme, alors que le spermocytogramme va fournir une analyse qualitative avec l'étude de la forme,, la morphologie, des spermatozoïdes. Le spermocytogramme va permette la détection d'anomalies physiques et externes du spermatozoïde, il s'attache à détecter les anomalies intracellulaires du gamète et en particulier du noyau dont certaines caractéristiques — au moyen de certaines colorations — peuvent être observées au microscope.
Les anomalies détectées lors d'un spermocytogramme peuvent toucher la tête du spermatozoïdes (malformation la plus handicapante pour un démarrage de grossesse,), la pièce intermédiaire, le flagelle, ou la présence d'un reste cytoplasmique. Ces anomalies peuvent être des facteurs de stérilité.

## Classification des anomalies

### Pratique
En France, c'est la classification française de David qui est utilisée en clinique, elle définit treize groupes d'anomalies différentes, dont sept spécialement pour la tête du spermatozoïde, deux pour la pièce intermédiaire, et quatre touchant le flagelle. L'observateur (compétent et donc formé à cette pratique) compte, pour au moins 100 et si possible 200 spermatozoïdes atypiques le nombre d'anomalies.
Quand la concentration de spermatozoïdes est trop basse, l'observateur se base sur au moins 50 spermatozoïdes, mais ne traduit pas le taux de spermatozoïdes normaux et anormaux en pourcentage. Et il rappelle en conclusion le manque la fiabilité des taux d'anomalies surtout pour les anomalies rares. Certains éléments ne sont pas pris en compte dans la classification des anomalies, c'est le cas pour les flagelles isolées, les spermatozoïdes en Lyse, les cellules de lignée blanche (Leucocyte), d'autres cellules comme celles du tractus urogénital, ou des résidus fragmentaires cellulaires, toutefois l'observateur procède à une évaluation de leur fréquence par rapport à celle des spermatozoïdes normaux et anormaux. On distingue encore la présence de globules rouges ou de résidus sanguins.
Cependant, il s'agit d'un examen en Microscope électronique qui est très spécialisé et difficile, demandant une pratique constante, et une technologie lourde et coûteuse, au vu de ces éléments il doit être limité.

### Classification
Les anomalies de la tête sont classées en 7 catégories : têtes allongées, amincies, microcéphales, macrocéphales, multiples, présentant un acrosome anormal ou absent, présentant une base (région postacrosomique) anormale. Celles de la pièce intermédiaire (PI) le sont en trois catégories : PI avec reste cytoplasmique, Pl grêle, Pl angulée. Enfin celle de la pièce principale (PP) sont classées en 5 catégories : PP absente, PP écourtée, PP de calibre irrégulier, PP enroulée et PP multiple.
Il est défini en clinique un nombre moyen d’anomalies par spermatozoïde, il est obtenu par calcul de l’index d’anomalies multiples (IAM). Il se calcul par division de toutes les anomalies constatées sur les spermatozoïdes anormaux par le nombre total de spermatozoïdes. Pour une valeur d'IAM supérieure à 1,6 un mauvais pronostic de fertilité naturel est posé.
Ces anomalies de morphologie n'ont pas de conséquences sur des malformations éventuelles du futur enfant, en revanche, elles vont avoir un retentissement sur les probabilités de grossesses.

## Cotation
Cet examen va pouvoir être envisagé dans plusieurs cas : l’infertilité de longue durée avec échecs répétés de fécondation in vitro pour lesquels le spermogramme ne relève rien d'anormal, et pour les pathologies d'Asthénospermie sévères ou d'anomalies sévères du mouvement du spermatozoïde.
Le spermocytogramme se réalise souvent avec un spermogramme ainsi qu'un test post-coïtal (TPC) ou test de Hühner.